# Na zawsze twój
Na zawsze twój (ang. Eternally Yours) – amerykański film z 1939 roku w reżyserii Taya Garnetta.

## Nagrody i nominacje
| Nazwa nagrody | Wygrane            | Nominacje                                       |
| ------------- | ------------------ | ----------------------------------------------- |
| Oscar         | 1940 bez rezultatu | 1940 Najlepsza muzyka oryginalna Werner Janssen |